# Salih Sadir
Salih Sadir Salih Al-Sadoun (ur. 21 sierpnia 1981 w Najafie) – iracki piłkarz, reprezentant kraju grający na pozycji pomocnika.

## Kariera piłkarska
Przygodę z futbolem rozpoczął w 1999 w klubie Najaf FC. W 2003 został zawodnikiem klubu Al-Talaba. W 2004 przeszedł do Zamalek Sporting Club. W 2005 przeszedł do Al-Ansar. W 2008 przeszedł do Al-Ahed. W 2009 był zawodnikiem Rah Ahan F.C. Od 2010 do 2011 grał w dwóch klubach : Al-Safa' SC i Paykan F.C. W 2011 został piłkarzem Najaf FC. Od 2013 reprezentuje barwy Zakho FC.

## Kariera reprezentacyjna
Karierę reprezentacyjną rozpoczął w 2003. Uczestnik Igrzysk Olimpijskich 2004 i Pucharu Azji 2007 (mistrzostwo). W 2009 został powołany przez trenera Velibora Milutinovicia na Puchar Konfederacji 2009, gdzie Irak odpadł w fazie grupowej. W sumie w reprezentacji wystąpił w 61 spotkaniach i strzelił 7 bramek.